# Ruben Apers
Ruben Apers (ur. 25 sierpnia 1998 we Vrasene) – belgijski kolarz szosowy.
Stawał również na podium mistrzostw Belgii w kolarstwie torowym.

## Osiągnięcia
Opracowano na podstawie:

2016
- 3. miejsce w mistrzostwach Belgii juniorów (jazda drużynowa na czas)
- 3. miejsce w Internationale Niedersachsen-Rundfahrt der Junioren

2018
- 1. miejsce w mistrzostwach Belgii (jazda drużynowa na czas)

2019
- 1. miejsce w mistrzostwach Belgii (jazda drużynowa na czas)

2020
- 1. miejsce w klasyfikacji młodzieżowej Wyścigu Solidarności i Olimpijczyków

## Rankingi
| Rok             | 2018  | 2019 | 2020  | 2021  | 2022 | 2023  |
| --------------- | ----- | ---- | ----- | ----- | ---- | ----- |
| World Ranking   | 2561. | -    | 1861. | 1794. | 842. | 1360. |
| UCI Europe Tour | 1697. | -    | 1374. | 1231. | 628. | -     |
|                 |       |      |       |       |      |       |
| Źródło: UCI     |       |      |       |       |      |       |